# Liersberg
Liersberg – część niemieckiej gminy Igel, w kraju związkowym Nadrenia-Palatynat, w powiecie Trier-Saarburg. Do 1974 samodzielna gmina. W 2020 roku liczyła 302 mieszkańców.
W Liersbergu znajdują się pozostałości schronów wchodzących w skład systemu umocnień znanego jako linia Zygfryda.